# Chapelle Sainte-Aubierge
La chapelle Sainte-Aubierge est une chapelle située à Saint-Augustin en Seine-et-Marne.

## Localisation
La chapelle est située dans le département français de Seine-et-Marne, sur la commune de Saint-Augustin.

## Historique
L'édifice est inscrit au titre des monuments historiques en 1937.